# Prefix telefonic (Statele Unite)
În Statele Unite ale Americii, prefixele telefonice sunt formate din grupuri de trei cifre (de la 200 la 999), care fac parte dintr-un sistem mai larg, numit North American Numbering Plan (cunoscut și sub acronimul, NANP).
Zona geografică, care acoperă acest sistem inter-telefonic, cuprinde întreg teritoriul Canadei și al Statelor Unite, multe din națiunile insulare din Marea Caraibilor, precum și anumite zone desemnate din Mexic. Această zonă geografică, care este oficial desemnată este cunoscută sub numele de Numbering Plan Area (cunoscut și sub acronimul, NPA).
Pentru o prezentare exactă a tuturor acestor prefixe telefonice, pas cu pas, vedeți Listă de prefixe telefonice din Canada și Statele Unite ale Americii.